# Ескадрені міноносці типу «Акідзукі» (1942)
Ескадрені міноносці типу «Акідзукі» (яп. 秋月型駆逐艦, Akizuki-gata Kuchikukan) — ескадрені міноносці Імперського флоту Японії періоду Другої світової війни.

## Конструкція
Ескадрені міноносці типу «Акідзукі» Були одними з найкращих есмінців Імперського флоту Японії. Спочатку вони задумувались як кораблі протиповітряного прикриття авіаносних груп, але згодом були розроблені як широкопрофільні есмінці.
Головною перевагою нових кораблів була артилерія. На них були встановлені нові 100-мм гармати із довжиною ствола у 65 калібрів. Збільшена маса унітарного патрона дозволяла вести вогонь на відстань до 12 800 м. Гармати розташовувались по дві у чотирьох баштах — дві в носовій частині і дві в кормовій. Друга та третя башта підвищувались на першою та четвертою. Система керування вогнем мала прилади вироблення даних для стрільби для носових та кормових установок. Кожна башта мала свій далекомір та балістичний обчислювач. 90-градусний кут підвищення та скорострільність 15—20 пострілів на хвилину робили гармати ефективним озброєнням подвійного призначення.
Зенітне озброєння складалось з двох спарених 25-мм автоматів, які розміщувались на платформі між трубою та торпедним апаратом.
Спочатку кораблі задумувались як суто артилерійські, але згодом був встановлений 4-трубний 610-мм торпедний апарат із системою швидкої перезарядки.
Також встановлювалось 6 бомбометів із запасом у 72 глибинні бомби.
Розміри кораблів порівняно з попередниками виросли, оскільки нові башти виявились важчими, ніж стандартні зі 127-мм гарматами. А оскільки силова установка залишилась така сама, потужність у 52 000 к.с., то максимальна швидкість зменшилась і становила 33 вузли.
Під час служби кораблі неодноразово модернізовувались. З 1943 року на них встановлювались радари «тип 21». Також регулярно додавали нові зенітні автомати. На вцілілих кораблях їх кількість довели до 27, а потім до 48 штук. Також згодом встановили нові радари «тип 13» і «тип 22».

## Представники
| Назва             | Верф                       | Закладений             | Спущений на воду       | Вступив у стрій      | Доля |
| ----------------- | -------------------------- | ---------------------- | ---------------------- | -------------------- | --- |
| Підтип «Акідзукі» |                            |                        |                        |                      | |
| Акідзукі          | Верф флоту в Майдзуру      | 30 червня 1940 року    | 2 липня 1941 року      | 11 червня 1942 року  | Потоплений 25 жовтня 1944 року в бою у мису Енгано                                                               |
| Терудзукі         | Верф «Міцубісі» в Нагасакі | 30 листопада 1940 року | 21 листопада 1941 року | 31 серпня 1942 року  | Потоплений 12 грудня 1942 року біля Гуадалканалу                                                                 |
| Судзуцукі         | Верф «Міцубісі» в Нагасакі | 15 березня 1941 року   | 3 березня 1942 року    | 29 грудня 1942 року  | Виключений зі списків флоту восени 1945 року Використовувався як хвилеріз в порту Вакамацу, потім зданий на злам |
| Хацудзукі         | Верф флоту в Майдзуру      | 25 липня 1941 року     | 3 квітня 1942 року     | 29 грудня 1942 року  | Потоплений 25 жовтня 1944 року в бою біля мису Енганьйо                                                          |
| Ніідзукі          | Верф «Міцубісі» в Нагасакі | 8 грудня 1941 року     | 29 червня 1942 року    | 31 березня 1943 року | Потоплений 6 липня 1943 року в бою у затоці Кула                                                                 |
| Вакацукі          | Верф «Міцубісі» в Нагасакі | 9 березня 1942 року    | 24 листопада 1942 року | 31 травня 1943 року  | Потоплений 11 листопада 1944 року в затоці Ормок                                                                 |
| Сімоцукі          | Верф «Міцубісі» в Нагасакі | 6 липня 1942 року      | 7 квітня 1943 року     | 31 березня 1944 року | Потоплений 25 листопада 1944 року ПЧ «Кавалла» у Південнокитайському морі                                        |
| Підтип «Фуюцукі»  |                            |                        |                        |                      | |
| Фуюцукі           | Верф флоту в Майдзуру      | 8 травня 1943 року     | 20 січня 1944 року     | 25 травня 1944 року  | Виключений зі списків флоту восени 1945 року Використовувався як хвилеріз в порту Вакамацу, потім зданий на злам |
| Харуцукі          | Верф флоту в Сасебо        | 23 грудня 1943 року    | 3 серпня 1944 року     | 28 грудня 1944 року  | У 1947 році переданий СРСР Зданий на злам у 1969 році                                                            |
| Йоідзукі          | Верф «Uraga Dock»          | 25 серпня 1943 року    | 25 вересня 1944 року   | 31 січня 1945 року   | У 1945 році переданий Китаю Зданий на злам у 1963 році                                                           |
| Нацудзукі         | Верф флоту в Сасебо        | 1 травня 1944 року     | 2 грудня 1944 року     | 8 квітня 1945 року   | У 1947 році переданий Великій Британії, зданий на злам                                                           |
| Підтип «Мітіцукі» |                            |                        |                        |                      | |
| Ханадзукі         | Верф флоту в Майдзуру      | 10 лютого 1944 року    | 10 жовтня 1944 року    | 26 грудня 1944 року  | У 1947 році переданий США, У 1948 році потоплений як ціль                                                        |